# Li-Meng Yan
Li-Meng Yan(Qingdao, 1983) (chino simplificado: 闫丽梦; chino tradicional: 閆麗夢), es una oftalmóloga china. Yan afirma haber investigado con el COVID-19 en la Universidad de Hong Kong. Posteriormente abandonó la ciudad para ir a los Estados Unidos en colaboración con Steve Bannon. Yan ha comentado que el gobierno chino y la Organización Mundial de la Salud sabían de la transmisión de persona a persona de COVID-19 mucho antes de que se informara. Sus acusaciones contra las mencionadas partes no han sido corroboradas con pruebas públicamente disponibles y su participación en la investigación relacionada con COVID-19 ha sido negada categóricamente por la Universidad de Hong Kong, donde trabajaba. Actualmente vive y se esconde en los Estados Unidos.

## Antecedentes
Yan obtuvo su título de médico en el Colegio Médico Xiang Ya de la Universidad Central del Sur, China, y su doctorado en la Universidad Médica del Sur, China. En el momento de la pandemia COVID-19 trabajaba en la Escuela de Salud Pública de la Universidad de Hong Kong, realizando investigaciones especializadas en virología e inmunología.
Es coautora de un artículo titulado "Patogenia y transmisión del SARS-CoV-2 en hámsteres dorados", publicado en Nature en mayo de 2020, sobre la transmisión del virus en hámsteres. Este artículo fue coautor de sus ahora ex colegas en HKU. También es coautora de un artículo llamado "Dinámica viral en casos leves y graves de COVID-19" publicado en marzo de 2020, sobre los patrones de diseminación viral observados en pacientes con COVID-19 leve y grave.

## COVID-19
Yan dijo que fue una de las primeras científicas en el mundo en estudiar el brote de coronavirus en Wuhan, China, después de que el Dr. Leo Poon, su supervisor en la Universidad de Hong Kong, le pidiera que investigara el grupo de casos similares al SARS en Wuhan, en diciembre de 2019. Mencionó que ella mantuvo una extensa red de profesionales médicos de China continental, uno de los cuales le habló a Yan sobre la transmisión de la nueva enfermedad de persona a persona el 31 de diciembre de 2019. El mismo día, el gobierno municipal de Wuhan anunció públicamente el descubrimiento de casos de "neumonía de origen desconocido". El gobierno chino proporcionó oficialmente información a la OMS el 3 de enero de 2020 y determinó que el brote está causado por un nuevo coronavirus (más tarde conocido como COVID-19). La OMS emitió una declaración en la que afirmaba que "no había pruebas significativas" de la transmisión de persona a persona del nuevo coronavirus. Según Yan, informó de sus hallazgos sobre el virus a sus superiores el 16 de enero, tras lo cual se le advirtió "que guardara silencio y tuviera cuidado", de lo contrario "se metería en problemas y [sería] "desaparecida".
No está claro si los hallazgos que comunicó a su supervisor eran información obtenida de su red profesional o de una investigación científica original sobre la transmisión de humano a humano del COVID-19.
El gobierno chino anunció el 23 de enero estrictas medidas de cierre en Wuhan y otras regiones de China para contener el brote de COVID-19, aproximadamente una semana después de que Yan fuera presuntamente advertida por sus superiores. El bloqueo en Wuhan, el epicentro original de la pandemia, fue levantado el 8 de abril. Ese mismo mes, Yan huyó de Hong Kong y viajó a los Estados Unidos para "concienciar sobre la pandemia y el papel del gobierno chino en ella". Llegó al aeropuerto de Los Ángeles y fue supuestamente interrogada por la Oficina Federal de Investigación durante horas, tras lo cual fue liberada.
La Universidad de Hong Kong negó su afirmación y señaló que Yan nunca realizó ninguna investigación sobre la transmisión de humano a humano del nuevo coronavirus durante diciembre de 2019 y enero de 2020.
En julio de 2020, un comunicado de prensa de la Universidad de Hong Kong (HKU) negó su afirmación y declaró que "HKU señala que el contenido de dicho informe noticioso no concuerda con los hechos clave tal como los entendemos. Específicamente, la Dr. Yan nunca realizó cualquier investigación sobre la transmisión de persona a persona del nuevo coronavirus en HKU durante diciembre de 2019 y enero de 2020, su afirmación central de dicha entrevista. Observamos además que lo que podría haber enfatizado en la entrevista informada no tiene base científica, pero se parece a rumores ". El comunicado de prensa no menciona cuándo ni por qué Yan dejó HKU. Según el South China Morning Post, el director de la Escuela de Salud Pública de HKU, Keiji Fukuda, dijo en un memorando interno al personal que ninguno de los investigadores nombrados por Yan estuvo involucrado en ningún encubrimiento o "investigación secreta". Es coautora de un artículo titulado "Patogenia y transmisión del SARS-CoV-2 en hámsteres dorados", publicado en Nature en mayo de 2020, sobre la transmisión del virus en hámsteres. Este artículo fue coautor de sus ahora ex colegas en HKU. También es coautora de un artículo llamado "Dinámica viral en casos leves y graves de COVID-19" publicado en marzo de 2020, sobre los patrones de diseminación viral observados en pacientes con COVID-19 leve y grave. Este artículo también fue coautor de tres de sus ahora ex colegas en HKU.